# Klaus Müller (Politiker, 1971)

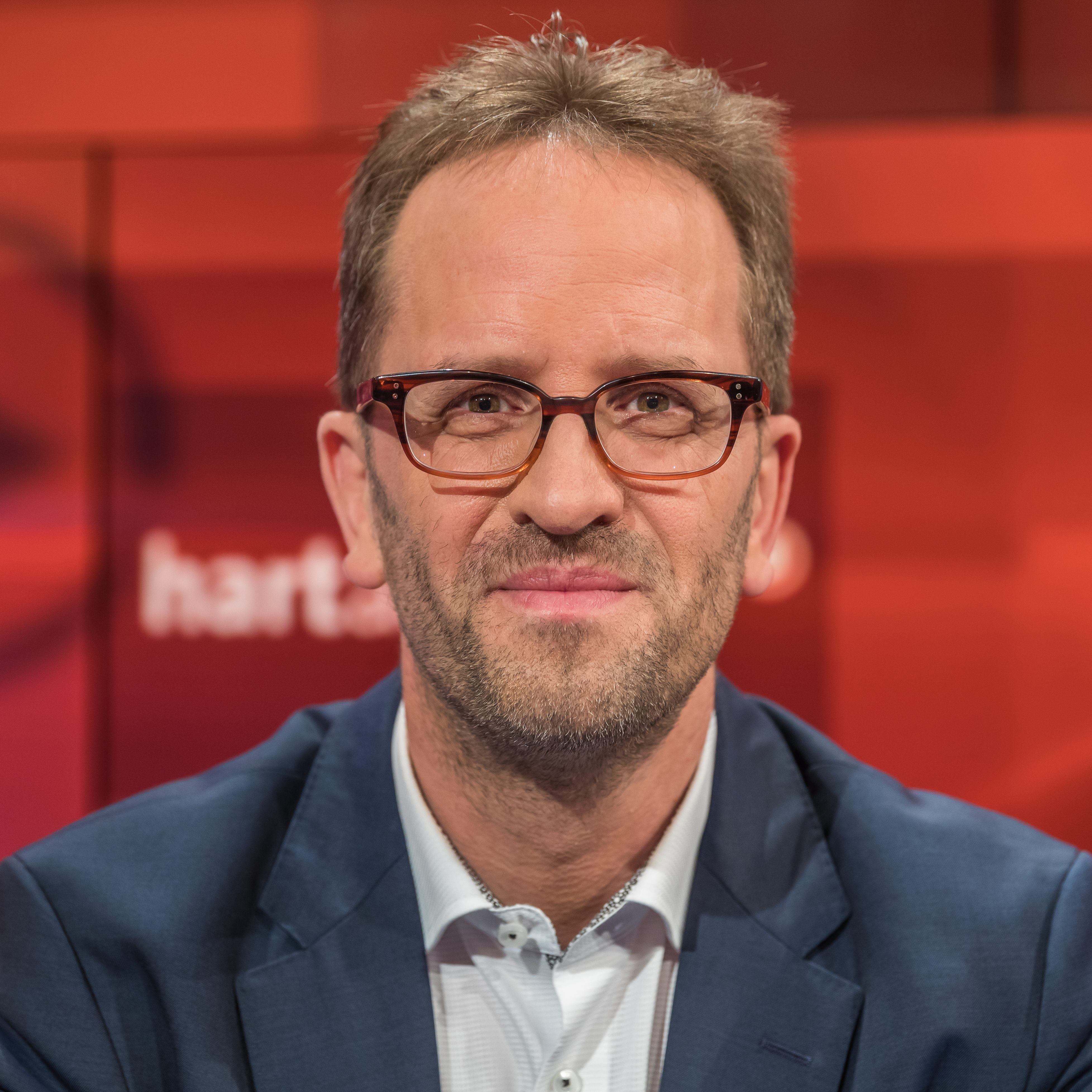
Klaus Müller, 2022

Klaus Wolfgang Müller (* 21. Februar 1971 in Wuppertal) ist ein ehemaliger deutscher Politiker (Bündnis 90/Die Grünen) und Verbraucherschützer. Er war von 2000 bis 2005 Umwelt- und Landwirtschaftsminister des Landes Schleswig-Holstein im Kabinett Simonis III. Von 1. Mai 2014 bis Februar 2022 war er Vorstand und Repräsentant der Verbraucherzentrale Bundesverband.
Er ist seit dem 1. März 2022 Präsident der Bundesnetzagentur.

## Leben und Beruf
Nach dem Abitur 1990 am Wilhelm-Dörpfeld-Gymnasium in Wuppertal leistete Müller zunächst den Zivildienst beim Service Civil International e. V. in Bonn ab und begann dann 1992 ein Studium der Volkswirtschaftslehre an der Christian-Albrechts-Universität zu Kiel, das er 1997 als Diplom-Volkswirt beendete. 1998 war er bei der Investitionsbank Schleswig-Holstein angestellt.
Vom 1. Juli 2006 bis 30. April 2014 war Klaus Müller Vorstand der Verbraucherzentrale Nordrhein-Westfalen. Mit Beginn dieser Tätigkeit legte er alle seine politischen Ämter und Mandate nieder. Von 2006 bis 2014 war er Mitglied im Kuratorium der Stiftung Warentest, von 2016 bis Ende 2022 war er Mitglied in ihrem Verwaltungsrat. Von Januar 2008 bis April 2014 war er stellvertretender Vorsitzender des Arbeitskreises der Verbraucherzentralen und von November 2012 bis April 2014 stellvertretender Verwaltungsratsvorsitzender des Verbraucherzentrale-Bundesverbandes (vzbv), nachdem er zuvor drei Jahre lang bereits Vorsitzender des Gremiums gewesen war. Von 2010 bis 2015 war er Mitglied im Vorstand der Deutschen Stiftung Verbraucherschutz. Während der acht Jahre als Vorstand der Verbraucherzentrale NRW wurde das Beratungsstellennetz von 54 auf 60 ausgebaut, zahlreiche Verbandsklagen u. a. gegen RWE und die Deutsche Telekom geführt und gewonnen sowie neue Kooperationen u. a. mit dem Landeskriminalamt Nordrhein-Westfalen geschlossen.

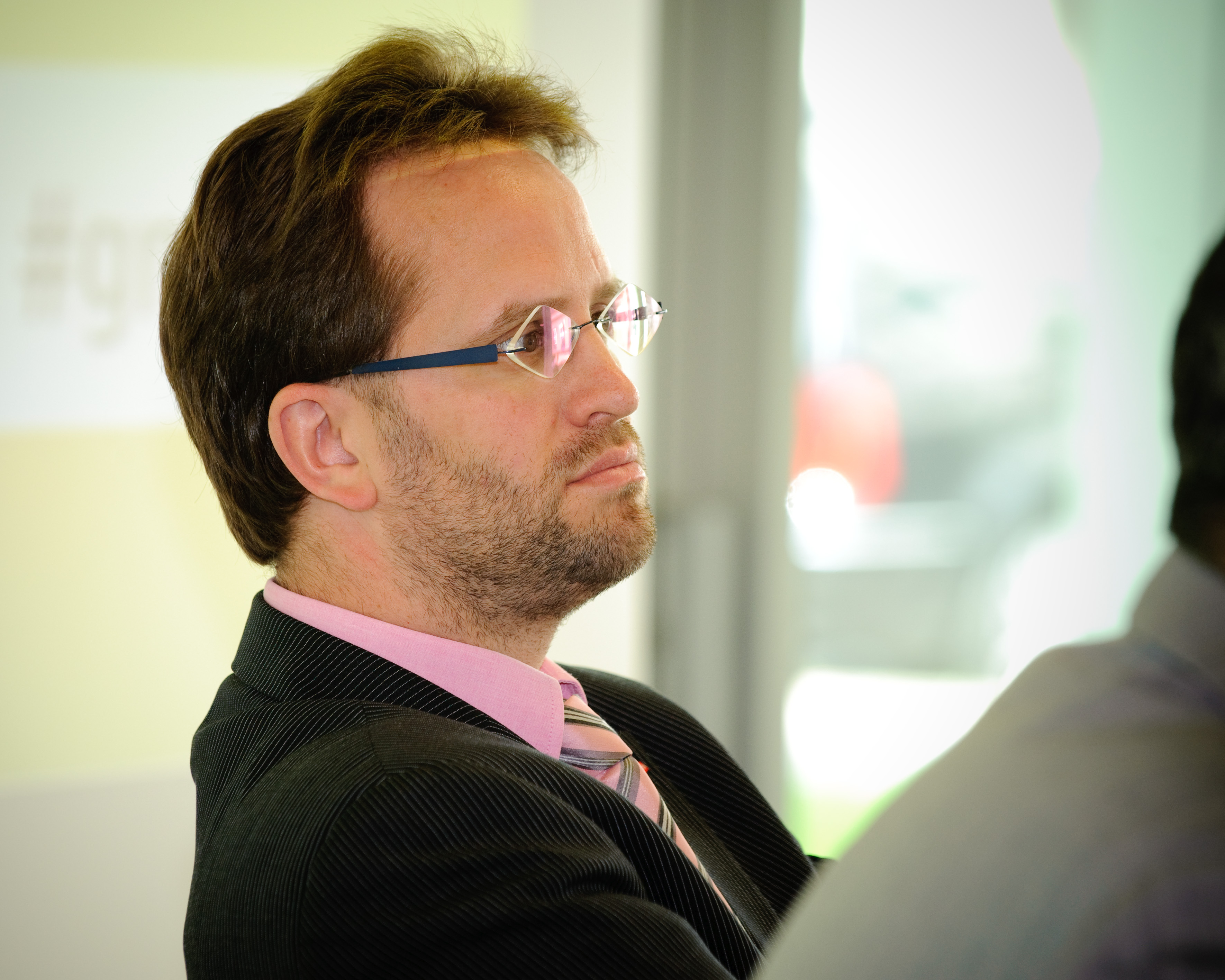
Klaus Müller als Vorstand der Verbraucherzentrale NRW, 2010

Ab dem 1. Mai 2014 war Klaus Müller als Nachfolger von Gerd Billen Vorstand des Verbraucherzentrale Bundesverbandes vzbv. In dieser Zeit wurden die Marktwächter als verbraucherorientiertes Marktbeobachtungssystem ausgebaut, zuerst für den Finanzmarkt, dann für digitale Themen und zuletzt für den Energiemarkt. Auch wurde auf Betreiben des vzbv vom Deutschen Bundestag am 14. Juni 2018 die Musterfeststellungsklage beschlossen. Als erste Klage hat der vzbv eine Musterfeststellungsklage gegen Volkswagen wegen des Dieselskandals am 1. November 2018 eingereicht. Diese wurde am 28. Februar 2020 mit einem Vergleich vor dem Oberlandesgericht Braunschweig beendet. Inzwischen wurde er von über 90 % der Anspruchsberechtigten angenommen, was den Konzern ca. 750 Mio. Euro an Entschädigung gekostet hat. Er war Mitglied der Ethikkommission autonomes Fahren des Bundesverkehrsministeriums, die am 20. Juni 2017 ihren Abschlussbericht vorgelegt hat, und der Datenethikkommission des Bundesinnen- und Bundesjustizministeriums, die am 23. Oktober 2019 ihr Gutachten vorgestellt hat. Ab September 2020 war er Mitglied der Zukunftskommission Landwirtschaft der Bundesregierung, die am 29. Juni 2021 ihren einstimmigen Abschlussbericht vorgelegt hat. Nachdem er zur Bundesnetzagentur gewechselt war, folgte ihm im Amt des Vorstands des Verbraucherzentrale Bundesverbands Ramona Pop nach.
International vertrat er die Interessen des vzbv im europäischen Dachverband BEUC, bei Consumer International und bis Ende 2020 im transatlantischen Consumer Dialog TACD. Seit 2016 hat er einen kleinen Lehrauftrag am Lehrstuhl für Betriebswirtschaftslehre der Heinrich-Heine-Universität Düsseldorf.
Seit 1990 ist Klaus Müller Mitglied der Partei Bündnis 90/Die Grünen. Von 1992 bis 1994 war er Mitglied im Kieler Kreisvorstand. Von 1994 bis 1997 war er Sprecher des Landesvorstandes in Schleswig-Holstein, von 2000 bis 2006 war er außerdem Mitglied des Parteirates der Bundespartei und von 2005 bis 2006 des schleswig-holsteinischen Parteirats. Er war 1998 und 2002 Mitglied der Gruppe Finanzen und Haushalt bei den rot-grünen Koalitionsverhandlungen in Berlin (diese Verhandlungen führten zur Bildung der Kabinette Schröder I und Schröder II) und Mitglied in der Kommission zur Erarbeitung des grünen Grundsatzprogramms.
Klaus Müller wurde nach der Bundestagswahl 1998 Mitglied des 14. Deutschen Bundestages; er wurde über die Landesliste der Grünen Schleswig-Holstein gewählt. Hier war er finanzpolitischer Sprecher der Bundestagsfraktion Bündnis 90/Die Grünen. Am 31. März 2000 schied er als Abgeordneter aus.
Von 2005 bis zur Mandatsniederlegung am 16. Juni 2006 war er Mitglied des Landtages von Schleswig-Holstein und zuständig für die Finanz-, Wirtschafts-, Energie- und Verkehrspolitik seiner Fraktion.
Am 21. Februar 2022 wurde Müller vom Beirat der Bundesnetzagentur für das Amt des Präsidenten der Bundesnetzagentur vorgeschlagen und am 23. Februar 2022 durch die Bundesregierung benannt.
Klaus Müller hat zwei Kinder und lebt mit seiner Frau in Bonn.

## Öffentliche Ämter
Müller wurde am 28. März 2000 als Minister für Umwelt, Natur und Forsten (ab 2003 Umwelt, Naturschutz und Landwirtschaft) des Landes Schleswig-Holstein in die von Ministerpräsidentin Heide Simonis geführte Landesregierung berufen. Seit der missglückten Wiederwahl von Heide Simonis am 17. März 2005 war er nur noch geschäftsführend im Amt. Nach der anschließenden Bildung einer Großen Koalition und der Wahl von Peter Harry Carstensen (CDU) zum Ministerpräsidenten schied er am 27. April 2005 aus der Landesregierung aus.
Als Präsident der Bundesnetzagentur bereitete er seine Behörde auf die Aufgabe als „Bundeslastverteiler“ im Fall einer Gasmangellage vor und sorgte gleichzeitig u. a. mit Einsparappellen für weniger Gasverbrauch, der Diversifizierung von Gaslieferungen nach Deutschland und der Befüllung der Gasspeicher mit für die Vermeidung einer solchen Mangellage. Müller sprach sich 2022 für den Bau weiterer Gasspeicher nach dem Vorbild der strategischen Ölreserve sowie für die Einrichtung einer vergleichbaren Reserve für grünen Wasserstoff aus.